# 女性は素晴らしい効果
女性は素晴らしい効果（じょせいはすらばらしいこうか、英語：women-are-wonderful effect）とは、心理学および社会学において、女性は男性と比べて多くの肯定的な属性と関連付けられるという研究である。この傾向は性差別を敵対的性差別 (hostile sexism) と慈悲的性差別 (benevolent sexism) に二分する両面価値的性差別 (Ambivalent sexism) のうち後者に相当する。

## 概要
1994年に心理学者のアリス・H・イーグリーによって提唱された。この研究では男性と女性の両方の参加者が女性に肯定的な特性を割り当てる傾向があり、女性の参加者がはるかに顕著なバイアスを示していることを発見している。
また、それ以前にも米国の学生に与えられたアンケートを含む1989年と1991年の研究で、女性に対する前向きなバイアスがある事を発見しており、その内容は以下の通りとなる。
1989年に、パデュー大学の203人の心理学の学生に対し、20人の名簿の載った質問票を配布し、両方の性別の被験者を評価するように求める実験を行った。この結果、女性および女性の固定観念に対してより肯定的な態度を示した。
翌々年の1991年に、同じパデュー大学で324人の心理学の学生に対し、20人の名簿の載った質問票を配布し、両方の性別の被験者を評価するように求める実験を行った。

## 内集団バイアス
2004年に行われたジェンダーバイアス調査では、女性の被験者の方が内集団バイアスを4.5倍有しており、同じ女性に対して好意的な印象を抱いているという事が判明した。一方で男性にはあまりそうした結果は見られなかった。
また、この研究の他の実験では、人々が父親よりも母親を自動的に好むことを示したり、男性の性別を暴力や攻撃性と関連付けたりしていることが判明した。